# Dex Hamilton – Kosmiczny entomolog
Dex Hamilton – Kosmiczny entomolog (ang. Dex Hamilton: Alien Entomologist, 2008–2009) – kanadyjsko-australijsko-brytyjski serial animowany, który był emitowany w Polsce w telewizji ZigZap.

## Fabuła
W 3000 roku Ziemia zostaje opanowana przez owady z innej planety. Stanowią one zagrożenie dla rasy ludzkiej, dlatego entomolog Dex Hamilton wraz ze swoją paczką przyjaciół musi pokonać te dziwaczne stwory.

## Postacie
- Dex – młody entomolog.
- Sally  młody reporter.
- Tung – pół-żaba, pół-człowiek. Tung nosi zielony strój. Ma bardzo dobry węch.
- Jenny – jest klonem. Zna się na technice, i tym właśnie zajmuje się w drużynie.
- Zap – pół-człowiek, pół-owad. Potrafi latać przy pomocy małych skrzydełek. Pilot.

## Wersja polska
Opracowanie wersji polskiej: na zlecenie ZigZapa – Start International Polska

Reżyseria: Anna Apostolakis

Dialogi polskie: Jakub Osiński

Dźwięk i montaż: Michał Skarżyński

Kierownictwo produkcji: Anna Krajewska

Wystąpili:
- Klaudiusz Kaufmann – Dex
- Julia Kołakowska-Bytner – Jenny
- Łukasz Lewandowski – Tung
- Grzegorz Drojewski –
  - Zap,
  - Filip (odc. 1),
- Barbara Melzer –
  - Sally,
  - DJ Czarna Wdowa (odc. 17)
- Beata Wyrąbkiewicz –
  - Andrea (odc. 1),
  - Brim (odc. 14),
  - Synkrylianka (odc. 23)
- Agata Gawrońska –
  - Audrey (odc. 2),
  - Głos z komputera (odc. 4),
  - Dziennikarka (odc. 9)
- Mateusz Narloch –
  - Henry (odc. 2),
  - Dzieciak w basenie (odc. 4),
  - Snap (odc. 20),
  - Mały Dex (odc. 21)
- Andrzej Chudy – George (odc. 2)
- Grzegorz Pawlak –
  - Syrrus (odc. 3, 6, 8, 20, 23, 26),
  - Burmistrz (odc. 4),
  - Przywódca drwali (odc. 11),
  - Sprzątacz (odc. 21)
- Cezary Kwieciński –
  - Clinton (odc. 4),
  - Wiciak (odc. 14),
  - Pijawek (odc. 18)
- Anna Apostolakis – Matka dzieciaka (odc. 4)
- Janusz Wituch –
  - Senior Agent (odc. 5),
  - Naukowiec – twórca Zapa (odc. 7),
  - Kamerzysta #1 (odc. 13),
  - Salazar (odc. 16),
  - Lord Horacy (odc. 24)
- Leszek Zduń –
  - Ichiro (odc. 6),
  - Dave (odc. 8),
  - Buzz (odc. 9)
- Modest Ruciński – Taylon (odc. 9)
- Krzysztof Szczerbiński –
  - pół-człowiek pół-biedronka (odc. 7),
  - Ned (odc. 17),
  - Żuk Wielkobrody (odc. 25)
- Agnieszka Kunikowska – Jane Goodchild (odc. 11)
- Paweł Szczesny –
  - Burmistrz (odc. 13),
  - Reggie Stone (odc. 16),
  - Centurion błotnej eskadry (odc. 24)
- Krzysztof Cybiński –
  - Kamerzysta #2 (odc. 13),
  - Horacy (odc. 16),
  - Eryk (odc. 17),
  - Bobby Blitz (odc. 21)
- Mirosław Wieprzewski –
  - Wódz (odc. 14),
  - Profesor Sebastian Stek (odc. 15)
- Cezary Nowak –
  - Winston (odc. 19, 21),
  - Komentator (odc. 21)
- Zbigniew Konopka – Botanik (odc. 20)
- Magdalena Woźniak – Królowa (odc. 23)

## Odcinki
- Serial liczy 26 odcinków.
- Serial po raz pierwszy w Polsce pojawił się na kanale ZigZap w pasmie Brejk (odcinki 1-26) – 17 maja 2009 roku.

### Spis odcinków
| Premiera odcinka | N/o | Polski tytuł              | Angielski tytuł                  |
| ---------------- | --- | ------------------------- | -------------------------------- |
|                  |     |                           |                                  |
| SERIA PIERWSZA   |     |                           |                                  |
|                  |     |                           |                                  |
| 17.05.2009       | 01  | To było zaplanowane       | Is This Part of the Tour?        |
|                  |     |                           |                                  |
| 24.05.2009       | 02  | Herbatka z królową        | The Real Deal                    |
|                  |     |                           |                                  |
| 31.05.2009       | 03  | Przebudzenie Syrrusa      | The Dawn of Syrrus               |
|                  |     |                           |                                  |
| 07.06.2009       | 04  | Powrót wodnych zgniataczy | The Return of the Water Striders |
|                  |     |                           |                                  |
| 14.06.2009       | 05  | Rodzinne sprawy           | Family Business                  |
|                  |     |                           |                                  |
| 21.06.2009       | 06  | Grzebanie w przeszłości   | A Blast from the Past            |
|                  |     |                           |                                  |
| 19.07.2009       | 07  | Narodziny                 | Rebirth                          |
|                  |     |                           |                                  |
| 28.06.2009       | 08  | Eliksir młodości          | Youth Is Wasted on the Tung      |
|                  |     |                           |                                  |
| 05.07.2009       | 09  | Uwaga! Wysokie napięcie   | Danger High Voltage              |
|                  |     |                           |                                  |
| 31.01.2010       | 10  | Gra zespołowa             | There’s No I in Team             |
|                  |     |                           |                                  |
| 26.07.2009       | 11  | Czy to jest miłość?       | Could This Be Love?              |
|                  |     |                           |                                  |
| 02.08.2009       | 12  | Czy ktoś tam jest?        | Hello… Is Anybody Out There?     |
|                  |     |                           |                                  |
| 09.08.2009       | 13  | Natura 3000               | Nature 3000                      |
|                  |     |                           |                                  |
| 16.08.2009       | 14  | Rybia opowieść            | A Fish Tale                      |
|                  |     |                           |                                  |
| 23.08.2009       | 15  | Moc Skarabeusza           | The Rise of the Black Beetle     |
|                  |     |                           |                                  |
| 30.08.2009       | 16  | Mam cię na oku            | I’ve Got You in My Eyes          |
|                  |     |                           |                                  |
| 06.09.2009       | 17  | Czarna Wdowa              | The Black Widow                  |
|                  |     |                           |                                  |
| 13.09.2009       | 18  | Długa podróż do domu      | The Long Journey Home            |
|                  |     |                           |                                  |
| 20.09.2009       | 19  | Powrót Winstona Hamiltona | The Return of Winston Hamilton   |
|                  |     |                           |                                  |
| 27.09.2009       | 20  | Oh Snap!                  | Oh Snap!                         |
|                  |     |                           |                                  |
| 04.10.2009       | 21  | Uczciwa gra               | Say It Ain’t So                  |
|                  |     |                           |                                  |
| 11.10.2009       | 22  | Nasiona zniszczenia       | Seeds of Destruction             |
|                  |     |                           |                                  |
| 18.10.2009       | 23  | Dex i olbrzym             | Dex and the Whale                |
|                  |     |                           |                                  |
| 25.10.2009       | 24  | Błotna eskadra            | The Bog Squad                    |
|                  |     |                           |                                  |
| 01.11.2009       | 25  | Gwiezdne muchy            | Star Flies with That?            |
|                  |     |                           |                                  |
| 08.11.2009       | 26  | Ukryte walory             | Hidden Assets                    |
|                  |     |                           |                                  |